# Loxosceles rothi
Espèce
Loxosceles rothi est une espèce d'araignées aranéomorphes de la famille des Sicariidae.

## Distribution
Cette espèce est endémique de Basse-Californie du Sud au Mexique,.

## Description
La femelle holotype mesure 7,75 mm et le mâle 5 mm.

## Étymologie
Cette espèce est nommée en l'honneur de Vincent Daniel Roth.

## Publication originale
- Gertsch & Ennik, 1983 : The spider genus Loxosceles in North America, Central America, and the West Indies (Araneae, Loxoscelidae). Bulletin of the American Museum of Natural History, vol. 175, p. 264-360 (texte intégral).